# Nepokoje v Palestině 1929

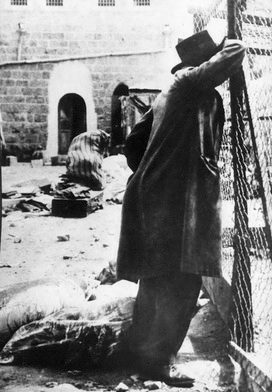
Pozůstalý truchlí za oběti Hebronského masakru

Nepokoje v Palestině 1929 nebo také Burákovo povstání (arabsky: ثورة البراق, Thawrat al-Burāq), v Izraeli také uváděno jako Události roku 1929 (hebrejsky: מאורעות תרפ"ט, Me'ora'ot Tarpat, doslova Události roku 5689 A.M.) byla série demonstrací a násilných nepokojů, které se uskutečnily koncem srpna 1929 mezi palestinskými Araby a Židy na území britské Mandátní Palestiny. Rozbuškou nepokojů byla otázka přístupnosti Zdi nářků.
V naprosté většině zdokumentovaných případů Arabové napadli Židy a ničili jejich majetek. Během týdne nepokojů, mezi 23. a 29. srpnem 1929, bylo Araby zabito 133 Židů a dalších 339 zraněno. Většina z nich byla neozbrojená. Na straně Arabů bylo zabito 116 osob a 232 zraněných. K většině zabití Arabů došlo ze strany mandátní policie při potlačování nepokojů. Kolem dvaceti Arabů bylo zabito Židy. Došlo také k evakuaci 17 židovských komunit. Po skončení nepokojů bylo 174 Arabů a 109 Židů obviněno ze spáchání vraždy nebo pokusu o vraždu. Z nich bylo 40 % Arabů a 3 % Židů za tyto zločiny také odsouzeno.
Britové pro vyšetření nepokojů zřídili Shawovu komisi. Ta například ve své zprávě napsala, že rozsah nepokojů byl zapříčiněn averzí a nepřátelstvím Arabů vůči Židům, které pramenily z frustrace nad selháním politických a národnostních požadavků Arabů a z obav o svou ekonomickou budoucnost. Arabové se obávali nejen o svou obživu, ale také o hrozbu budoucí nadvlády ze strany Židů.

## Dobové souvislosti a počátek násilností
V roce 1928 žilo v mandátní Palestině zhruba 590 000 Arabů a 150 000 Židů. Počet Židů rapidně vzrůstal, přes polovinu z nich přesídlilo do Palestiny v období po roce 1918. Počátkem roku 1929 navíc v Palestině končila ekonomická recese a oživující hospodářství posilovalo přistěhovaleckou vlnu (pátá alija).
Arabská populace reagovala na rostoucí sílu židovské komunity již krátkými nepokoji v roce 1921. Nepokoje v roce 1929 byly závažnější a byly podníceny náboženskými důvody. Už v září 1928 okolo svátku Jom kipur začal spor mezi Židy a Araby ohledně zachovávání statu quo v okolí Zdi nářků. Arabům vadila dřevěná mobilní přepážka, která byla postavena k oddělení mužů a žen na prostranství u Zdi nářků. Byla odnesena z iniciativy policejního důstojníka Edwarda Keith-Roache za účasti britské policie. Židé protestovali, arabský dav naopak Brity povzbuzoval.
Incidentu z podzimu 1928 využil muftí Amín al-Husajní, který jej vydával za první krok Židů k ovládnutí Chrámové hory a znesvěcení islámských svatyň na ní stojících. Svolal dokonce na ochranu svatých islámských míst mezinárodní konferenci. K uklidnění situace nepřispíval fakt, že Palestina byla po delší dobu bez faktického nejvyššího představitele britské správy. Vysoký komisař Herbert Onslow Plumer opustil Palestinu v červenci 1928 a jeho nástupce John Chancellor ještě nedorazil.
Vrchní rabíni, Židovská národní rada a politická strana Agudat Jisra'el adresovali v květnu 1929 mandátním úřadům memorandum, ve kterém požadují zastavit veškeré stavební práce, které muslimové provádějí na Chrámové hoře. Mělo jít o demolování zdiva poblíž Zdi nářků. 3. května 1929 byli Židé modlící se u Zdi nářků napadnuti Araby. 28. června muslimové narušili modlitby před začátkem šabatu úmyslnou hrou na bubínky a hudební nástroje. Provokace se opakovaly 5. července. Situace se dále vyostřila 30. července, kdy se vrchní rabíni sešli s představiteli mandátní správy a opakovali požadavek na zastavení stavebních prací na Chrámové hoře. 3. srpna se opakovalo narušení šabatových modliteb. 14. srpna se do Jeruzaléma sjely tisíce Židů v rámci oslav svátku Tiš'a be-av. Část z nich ale náboženský svátek využila k politické agitaci, zpívala na místě hymnu Hatikva, mávala sionistickou vlajkou apod. 16. srpna pak následovala protiakce v podobě masové arabské demonstrace. Arabský dav se dostal až ke Zdi nářků a napadl několik Židů, kteří se zde modlili. Došlo k izolovaným násilnostem, bylo zapáleno několik svitků Tóry. 17. srpna pak byl v Jeruzalémě při potyčce s Araby ubodán mladý Žid, Avraham Mizrachi.
23. srpna 1929 se v centru Jeruzaléma srotilo víc než tisíc Arabů a začali útočit na místní Židy. Dav byl ovlivněn tvrzením některých muslimských předáků, že Židé hodlají zničit islámské svatyně na Chrámové hoře. Útoky se pak rychle rozšířily i do dalších etnicky smíšených lokalit Palestiny. Napadnuta byla židovská předměstí Jeruzaléma, sedm Židů bylo zabito v čtvrti Hadar ha-Karmel v Haifě. Boje se přenesly i do Tel Avivu, kde zemřelo 6 Židů.

## Hebronský masakr
Nejvážnější incident se odehrál v Hebronu, kde arabský dav zabil 59 Židů včetně žen a dětí, z toho 23 lidí zemřelo v jediném domě, kam se uchýlili. Mnoho obětí bylo před i po smrti mučeno a zohaveno. Mnoho Židů ovšem přežilo díky pomoci a azylu, kterého se jim dostalo od konkrétních místních Arabů. Rozsáhlé násilí se odehrálo také ve městě Safed, kde bylo zabito 20 Židů a 32 jich bylo zraněno.

## Reakce britských úřadů a důsledky násilností
Britské mandátní úřady odmítly Židům povolit zřídit ozbrojené jednotky domobrany, proti arabským útočníkům se v následujících dnech snažily zasáhnout britské pořádkové síly. Do 26. srpna 1929 bylo zabito 133 Židů a 339 jich bylo zraněno. Také bylo zabito 116 Arabů (kromě šesti Arabů zabitých Židy v Tel Avivu šlo ve všech případech o osoby zabité britskými bezpečnostními silami).
Důsledkem nepokojů bylo dočasné ukončení židovské přítomnosti v některých obcích. Šlo o lokality Ramat Rachel, Be'er Tuvja, Chulda a Mišmar ha-Emek. Později se ale do nich židovští obyvatelé vrátili. Trvale ovšem skončila existence židovských komunit v Hebronu a Bejt Še'anu. Několik set Židů opustilo i historické jádro Jeruzaléma (byť Židé tu zůstali bydlet až do roku 1948). Bezprostředně po skončení nepokojů bylo 8000 Židů mimo své domovy (5 % celkové židovské populace země), což vyvolávalo problémy ekonomického a sociálního rázu.
Reakci britských úřadů na nepokoje považovali mnozí Židé za liknavou. Terčem kritiky byl například velitel policie v Hebronu Raymond Cafferata. V září 1929 nařídily úřady dočasně zastavit vydávání hebrejského deníku Do'ar ha-jom, který postup Britů veřejně kritizoval. Se zvládnutím nepokojů nebyli ale spokojeni ani mnozí Arabové, kteří kritizovali podle nich přílišnou tvrdost britského zákroku proti davu. V září proto Arabové vyhlásili protestní generální stávku. V téže době zároveň mandátní správa oznámila ustavení vyšetřovací komise, která potom skutečně předložila výsledky svého šetření (Shawova zpráva). Následovala Hope Simpsonova zpráva a Passfieldova bílá kniha. Jedním z jejích závěrů bylo doporučení omezit židovské přistěhovalectví do Palestiny, které od nynějška mělo být závislé na absorpční kapacitě celé Palestiny, včetně jejího arabského obyvatelstva.
Napětí v zemi přetrvávalo ještě několik měsíců. V říjnu Britové preventivně zakázali Židům nechat zaznít u Zdi nářků rituální roh (šofar) v předvečer svátku Jom kipur, zároveň v tutéž dobu soudy vydaly tvrdé rozsudky nad zatčenými arabskými násilníky (k smrti byl ovšem odsouzen za zabití dvou Arabů i Žid Josef Urfali). Celková trestněprávní bilance nepokojů byla cca 700 obžalovaných Arabů za násilí a rabování, z toho bylo 55 odsouzených a 25 odsouzených k smrti. Obžalováno bylo cca 160 Židů, z toho 70 odsouzených a 2 odsouzeni k smrti – jejich tresty ovšem později byly zmírněny na doživotí).
Ještě v listopadu 1929 byl v Jeruzalému arabským útočníkem ubodán a zabit židovský lékař Avraham Ticho a v prosinci přepadli Arabové na severu země automobil s lékařem A.Berkowitzem, který byl vážně zraněn. Vyhrocené emoce se obracejí i dovnitř židovské komunity. Část studentů Hebrejské univerzity v Jeruzalémě například v listopadu 1929 narušila projev rektora Judy Leona Magnese, který byl znám pacifistickými názory a obhajobou židovsko-arabské koexistence.
Nepokoje ve dvacátých letech odhalily hluboké nepřátelství Arabů k Židům, které pramenilo jednak z pocitu ohrožení vlastní existence, jednak z ekonomické a národnostní frustrace (Arabové, byť tvořili naprostou většinu obyvatelstva, představovali z ekonomického pohledu pouze levnou námezdní sílu; podobně i v případě politické organizace Arabové nebyli s to překlenout klanové rozpory a ustavit fungující zastřešující orgán, který by je byl schopen reprezentovat a jasně formulovat jejich požadavky, namísto toho se jejich představitelem stal muftí, což byla pro palestinské Araby pravděpodobně nejhorší možná varianta). Obě strany (Židé i Arabové) zároveň obviňovali britskou správu z jednostranného přístupu k řešení problému. Britská mandátní správa se již ve svých počátcích ukázala jako nepříliš schopná při řešení sporů a udržování pořádku. Drtivá většina rozhodnutí, která správa učinila, byla nepřijatelná pro obě strany konfliktu.
V následujících letech se bezpečnostní situace v zemi částečně uklidnila. Násilnosti z roku 1929 pak ale mnohonásobně překonalo arabské povstání v letech 1936–1939, které už nebylo jen davovým afektem ale rozsáhlou povstaleckou kampaní, která v některých etapách nabývala rysů válečného konfliktu.